# 堀田正誠
堀田 正誠（ほった まさみ、文政7年（1824年） - 文久3年5月12日（1863年6月27日））は、近江宮川藩の第8代藩主。堀田家宗家10代。
4260石を領した大身旗本・本多助信の次男。母は堀田正穀の娘。正室は中津藩主・奥平昌高の娘。継室は福江藩主・五島盛成の娘。子に岩城隆彰（三男）、娘（堀田正養正室）。官位は従五位下、豊前守、加賀守。
天保12年（1841年）9月25日、養父正義の死去により家督を継ぐ。正誠は第5代藩主・正穀の外孫であった。同年10月15日、将軍・徳川家慶に拝謁する。天保13年（1842年）10月29日、従五位下・豊前守に叙任する。弘化4年（1847年）2月9日、大坂加番を命じられる。嘉永6年（1853年）7月20日、大番頭に就任する。嘉永7年（1854年）1月15日、奏者番に就任する。文久2年（1862年）10月10日、再び大番頭に就任する。文久3年5月12日、40歳で死去し、跡を婿養子の正養が継いだ。

## 系譜
父母
- 本多助信（実父）
- 堀田正穀の娘（実母）
- 堀田正義（養父）

正室、継室
- 奥平昌高の娘（正室）
- 五島盛成の娘（継室）

子女
- 岩城隆彰（三男）生母は継室
- 堀田正養正室、生母は継室

養子
- 堀田正養 ー 岩城隆喜の九男